# Kanton Plabennec
Der Kanton Plabennec (bretonisch Kanton Plabenneg) ist seit 1790 ein französischer Wahlkreis im Arrondissement Brest, im Département Finistère und in der Region Bretagne.  

## Geschichte
Der Kanton entstand am 15. Februar 1790. Von 1801 bis 2015 gehörten neun Gemeinden zum Kanton Plabennec. Mit der Neuordnung der Kantone in Frankreich stieg die Zahl der Gemeinden 2015 auf 13. Von den bisherigen 9 Gemeinden wechselten 4 zu anderen Kantonen. Zu den verbleibenden 5 Gemeinden des alten Kantons Plabennec kamen 5 der 10 Gemeinden des bisherigen Kantons Ploudalmézeau und 3 der 5 Gemeinden des bisherigen Kantons Lannilis hinzu.

## Lage
Der Kanton liegt im Nordwesten des Départements Finistère. 

## Gemeinden
Der Kanton besteht aus 13 Gemeinden mit insgesamt 41.992 Einwohnern (Stand: 1. Januar 2022) auf einer Gesamtfläche von 259,58 km²:
| Gemeinde              | Bretonisch         | Einwohner (2022) | Fläche (km²) | Code postal | Code Insee |
| --------------------- | ------------------ | ---------------- | ------------ | ----------- | ---------- |
| Bourg-Blanc           | Ar Vourc'h-Wenn    | 3.544            | 28,31        | 29860       | 29015      |
| Coat-Méal             | Koz-Meal           | 1.135            | 10,82        | 29870       | 29035      |
| Kersaint-Plabennec    | Kersent-Plabenneg  | 1.537            | 11,95        | 29860       | 29095      |
| Lampaul-Ploudalmézeau | Lambaol-Gwitalmeze | 815              | 6,35         | 29830       | 29099      |
| Landéda               | Landeda            | 3.695            | 10,98        | 29870       | 29101      |
| Landunvez             | Landunvez          | 1.548            | 13,53        | 29840       | 29109      |
| Lannilis              | Lanniliz           | 5.712            | 23,52        | 29870       | 29117      |
| Plabennec             | Plabenneg          | 8.633            | 50,43        | 29860       | 29160      |
| Ploudalmézeau         | Gwitalmeze         | 6.440            | 23,18        | 29830       | 29178      |
| Plouguin              | Plougin            | 2.236            | 31,02        | 29830       | 29196      |
| Plouvien              | Plouvien           | 3.930            | 33,70        | 29860       | 29209      |
| Saint-Pabu            | Sant-Pabu          | 2.078            | 9,94         | 29830       | 29257      |
| Tréglonou             | Treglonoù          | 689              | 5,85         | 29870       | 29290      |
| Kanton Plabennec      | Plabenneg          | 41.992           | 259,58       | -           | 2918       |

### Kanton Plabennec bis 2015
Der alte Kanton Plabennec bestand aus neun Gemeinden auf einer Fläche von 162,43 km². Diese waren: Bourg-Blanc, Coat-Méal, Le Drennec, Kernilis, Kersaint-Plabennec, Lanarvily, Loc-Brévalaire, Plabennec (Hauptort) und Plouvien.

## Bevölkerungsentwicklung
| 1962   | 1968   | 1975   | 1982   | 1990   | 1999   | 2006   | 2012   |
| ------ | ------ | ------ | ------ | ------ | ------ | ------ | ------ |
| 11.676 | 11.765 | 13.345 | 16.182 | 17.241 | 18.154 | 19.891 | 21.618 |